# Carlos Gómez Bellard
Carlos Gómez Bellard (Madrid, 1956) es historiador y arqueólogo español, catedrático del Departamento de Prehistoria y Arqueología de la Universidad de Valencia, especialista en la colonización fenicia en Ibiza (Islas Baleares).

## Biografía
Carlos Gómez Bellard es un historiador y arqueólogo español, catedrático del Departamento de Prehistoria y Arqueología de la Universidad de Valencia, especialista en la colonización fenicia en Ibiza (Islas Baleares).
Gómez Bellard se licenció en Geografía e Historia por la Universidad de Valencia en 1982. En 1987 se doctoró con una tesis sobre la colonización fenicia en la península ibérica. De 1981 a 1984, trabajó en el Museo Arqueológico de Ibiza y Formentera. Su experiencia en el Museo y su trabajo de campo han permitido un mejor conocimiento de los materiales fenicio-púnicos y su trabajo de investigación constituye una aportación importante para la Arqueología fenicio-púnica.
Como arqueólogo ha participado en distintas excavaciones como Puig des Collets (Can Corda), Can Vicent d'en Jaume (Santa Eullària des Riu, Ibiza), S'Olivar d'es Mallorquí (Ibiza), en Alt de Benimaquía (Denia, Alicante), en Pauli Stincus (Terralba, Cerdeña) y en Lixus (Marruecos). También participó en 2002 en un estudio etno-arqueológico sobre los paisajes ibicencos.
Entre 1989 a 1992, Carlos Gómez Bellard, junto a Pierre Guérin, dirigió un plan de excavaciones sistemáticas en L'Alt de Benimaquia, que es un yacimiento arqueológico del siglo VI a. C. donde aportan grandes novedades a la Arqueología fenicio-púnica e ibérica porque se aumenta el conocimiento, hasta ahora limitado, del periodo orientalizante y de su transición hacia la cultura ibérica, y como curiosidad se documenta el cultivo del vino para estas fechas en el levante español.
Gómez Bellard está reconocido por sus trabajos en cerámica fenicio-púnica y sobre temas funerarios fenicios en las Baleares.